# Борисов, Александр Алексеевич
Алекса́ндр Алексе́евич Бори́сов (2 [14] ноября 1866[…] или 14 ноября 1866, Глубокий Ручей, Вологодская губерния — 17 августа 1934[…], Красноборск, Северный край или Городищенская, Северный край) — русский художник, первый живописец Арктики, писатель, общественный деятель, исследователь полярных земель, внёсший значительный вклад в разработку вопросов транспортно-экономического освоения Севера.

## Биография
Родители Александра Борисова были крестьянами. В пятнадцать лет пришёл в Соловецкий монастырь, где работал на рыболовной тоне в Савватиевском скиту. Вскоре устроился учеником в иконописную мастерскую. Архимандрит монастыря, увидев карандашные рисунки Борисова, увёз его в главную обитель. Будучи послушником, Александр обучался рисованию и иконописи.
На работы Борисова обратили внимание посещавшие Соловки президент Академии художеств Великий князь Владимир Александрович и известный собиратель живописи генерал А. А. Боголюбов, служивший в штабе Петербургского военного округа. Они помогли Александру: ему была выделена стипендия, и 20 сентября 1886 года он приехал в Санкт-Петербург.
За период обучения в Академии художеств (1888—1892) творческие достижения Борисова были отмечены двумя малыми и одной большой поощрительными серебряными медалями. За «хорошие успехи в художественных классах» совет Академии удовлетворил просьбу Борисова, и с июня 1892 года ему назначили стипендию «как государственному крестьянину». В 1895 году Борисов занимался в мастерской И. И. Шишкина, а через год после его ухода из Академии — у А. И. Куинджи.

Летом 1894 года сопровождал Сергея Витте на пароходе «Ломоносов» в поездке по Северу. В обязанности Борисова входили зарисовки гаваней и бухт Мурманского побережья. Борисов осуществил мечту побывать на Ледовитом океане и стал вынашивать идею высокоширотной художественной экспедиции. Из поездки он привёз около 150 этюдов, часть которых экспонировалась в 1897 году на академической выставке в Петербурге. Эти работы вызвали восхищение В. М. Васнецова, одобрительные отзывы В. В. Стасова. П. М. Третьяков приобрёл для своей коллекции работы Борисова на 8000 рублей. И. Е. Репин так отозвался о работах молодого художника: 

Это всё превосходные и верные, как зеркало, картинки, строго нарисованные и необыкновенно правдиво написанные. В них ярко выразилась любовь этого русского Нансена к чёрной воде океана с белыми льдинами, свежесть и глубина северных тонов, то мрачных, то озарённых резким светом низкого солнца. Горы, наполовину покрытые снегом во время самого жаркого лета, берега, дали, лодки, самоеды в оленьих шкурах… — всё это дышит у него особенной красотой Ледовитого океана и производит впечатление живой правды.

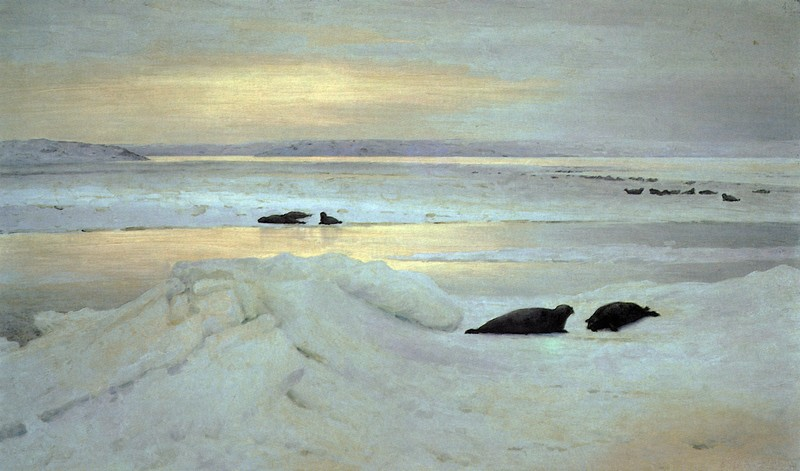
Весенняя полярная ночь. 1897.
Третьяковская галерея

В 1900 году Борисов и восемь его спутников отправились на Новую Землю. Экспедиция длилась 14 месяцев, за это время Борисову и его товарищам пришлось преодолеть немало трудностей. Они обследовали и наносили на карту берега заливов Чекина, Незнаемый и Медвежий, давая бухтам, проливам, горным вершинам и мысам имена художников, учёных и тех, кто способствовал освоению Севера. Благодаря Борисову на карте Новой Земли появились мысы Шишкина, Куинджи, Крамского, Васнецова, Верещагина, Репина, а также ледник Третьякова. Горы Кази названы в честь организатора судостроения в России М. И. Кази. Кроме того, путешественники вели метеорологические наблюдения, собирали геологические, ботанические и зоологические коллекции. Одним из главных результатов экспедиции стали сотни эскизов и этюдов, которые легли в основу монументальных полотен, созданных Борисовым по возвращении с Новой Земли.
Работы художника, экспонировавшиеся на весенних Петербургских выставках 1900—1905 годов, привлекли внимание ценителей искусства не только в России, но и за рубежом. В 1902 году по приглашению Венского общества художников Борисов устраивает выставку в столице Австрии. Успех Борисова позволил ему провести выставки в Берлине, Гамбурге, Кёльне, Дюссельдорфе и Париже. Французское правительство наградило художника орденом Почётного легиона. В 1907 году в Лондоне выставку Борисова посетил знаменитый полярный исследователь Фритьоф Нансен и вручил художнику от имени правительств Швеции и Норвегии орден Св. Олафа, а Британское правительство наградило художника орденом Бани.
В 1906 году Борисов принимал активное участие в создании «Северного кружка любителей изящных искусств», участвовал в разработке устава, а затем в организации всех выставок кружка (1905—1919).
В начале 1908 году Борисов приехал в США. Выставка его картин в Вашингтоне была проведена в Белом Доме. Борисов стал первым русским художником, принятым Президентом США.
Вернувшись в Россию, Борисов поселился на родине, близ Красноборска. В последующие годы создал произведения, посвящённые не только Арктике, но и Соловкам, Печоре, северодвинским землям. В феврале 1914 года художник устраивает в Петербурге крупную выставку.

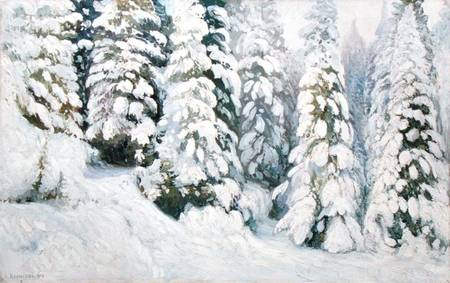
Зимняя сказка. 1913.
Вологодская областная картинная галерея

Кроме живописи Борисов писал путевые очерки — «У самоедов. От Пинеги до Карского моря» (1907), «В стране холода и смерти» (1909), «Великий Северо-Восточный путь. Великий речной путь из Сибири в Европу» (1910), «Обь-Мурманская железная дорога» (1915) — о природных богатствах края и о бедственном положении коренного населения. В своих научных докладах и проектах он исследовал экономическую жизнь Севера, высказывался о необходимости строительства Северного железнодорожного пути и соединения северных и сибирских рек каналами.
В 1915—1916 годах Борисов совместно с В. М. Воблым разработал проект Обь-Мурманской железной дороги, строительство которой было поддержано царским правительством, а также сменившим его после революции Совнаркомом. Однако из-за гражданской войны к реализации проекта приступили только через десятки лет.
В 1920—1930-е годы Борисов принимал активное участие в разработке проекта железной дороги Обь — Котлас — Сорока, а в 1922 году по его инициативе на базе соляного источника недалеко от Красноборска был открыт курорт «Солониха», первым управляющим которого стал сам художник.
17 августа 1934 года художник скончался в своём доме близ Красноборска. Похоронен в Красноборске на Усть-Евдском кладбище.
В настоящее время произведения Борисова хранятся в Третьяковской галерее, Русском музее, музее Арктики и Антарктики, Архангельском областном музее, Вологодской картинной галерее, Ненецком краеведческом музее и других музеях России.

## Награды
- Орден Святого Владимира IV степени
- Орден Почётного легиона
- Орден Святого Олафа
- Орден Бани
- 1973 год — вышло постановление Совета Министров «О наименовании в честь полярного исследователя-художника А. А. Борисова безымянного полуострова, расположенного в восточной части Северного острова Новая Земля между заливами Чекина и Незнаемый, полуостровом Борисова»

## Память о А. А. Борисове
- Именем А. А. Борисова назван полуостров, расположенный в восточной части Северного острова Новая Земля между заливами Чекина и Незнаемый[10].
- В 1974 году в Красноборске был установлен бюст художника.
- Именем А. А. Борисова названы улицы в Архангельске, Красноборске и Великом Устюге.
- В Архангельске, по адресу: ул. Поморская, 3, открыт музей художественного освоения Арктики им. Борисова, входящий в состав Государственного музейного объединения «Художественная культура Русского Севера».
- Музей-усадьба в деревне Ершевская.